# Station Dempo
Station Dempō (伝法駅, Dempō-eki) is een spoorwegstation in de wijk Konohana-ku in de Japanse stad Osaka. Het wordt aangedaan door de Hanshin Namba-lijn. Het station heeft twee sporen, gelegen aan twee zijperrons.

## Treindienst
| 1 | ■ Hanshin Namba-lijn | richting Nishikujō, Namba en Nara |
| 2 | ■ Hanshin Namba-lijn | richting Amagasaki                |

## Geschiedenis
Het station werd in 1924 geopend.

## Overig openbaar vervoer
Bussen 43, 59, 59A en 77

## Stationsomgeving
- Dempō-park
- Karasa no miya-schrijn
- Miotsukushisumiyo-schrijn
- Shōren-tempel
- Seinen-tempel
- Nieuwe Yodo (rivier)

(<<Hanshin-lijn) Amagasaki · Daimotsu · Dekijima · Fuku · Dempō · Chidoribashi · Nishikujō · Kujō · Dome-mae · Sakuragawa · Ōsaka Namba (Kintetsu Namba-lijn, Nara-lijn>>)